# Червоновуха черепаха д'Орбіньї
Червоновуха черепаха д'Орбіньї (Trachemys dorbigni) — вид черепах з роду Червоновухі черепахи родини Прісноводні черепахи. Має 2 підвиди. Отримала назву на честь французького натураліста Альсіда д'Орбіньї. Інша назва «чорночеревна червоновуха черепаха».

## Опис
Загальна довжина карапаксу досягає 20—26,7 см. Спостерігається статевий диморфізм: самиці більші за самців. Голова середнього розміру. Карапакс овальної форми, видовжений, з невеликим кілем. Пластрон менший за карапакс. У самців довгі пазурі, довгі і товсті хвости.
Голова зелено—коричнева з жовтими або помаранчевими смугами з темним краєм. З боків голови є 2—3 смуги і ще одна йде від кута рота до шиї. Щелепи жовті або бліді, шия, кінцівки і хвіст з жовтими смугами. На підборідді смуги зливаються, утворюючи букву «V». По кутах рота присутньо по одній довгій плямі з темним краєм. Колір карапаксу коливається від коричневого, оливково—коричневого до зеленого. На карапаксі розташовується малюнок з кіл червоного, помаранчевого або жовтого кольору, найбільш яскравий у молодих черепах. На кожному крайовому щитку є 1 вертикальна світла смуга. З віком карапакс і пластрон темнішають, доки не стають повністю чорними. Забарвлення пластрону жовте або помаранчеве з темним малюнком з плям.
Підвиди різняться за забарвленням. У trachemys dorbigni dorbigni основний колір коричневий з помаранчевими смугами. Надскронева смуга коротка. Пластрон помаранчевий. У
trachemys dorbigni brasiliensis основний колір зеленувато—жовтий з рожево—червоними смугами. Надскронева смуга широка. Колір пластрона коливається від жовтого до зеленого.

## Спосіб життя
Полюбляє різного виду водойми з помірним перебігом, м'яким дном та багатою рослинністю. Активна вдень. Харчується рибою, ракоподібними, безхребетними, інколи рослинами.
Відкладання яєць відбувається у грудні, глибина гнізда 30 см. Самиця може робити декілька кладок за сезон. У кладці 16—25 яєць розміром від 9 до 23 мм в діаметрі. Новонароджені черепашенята з'являються у липні—вересні. Розмір їх від 31 до 33,5 см, у них добре помітно медіальний кіль, вони яскравіше забарвлені, ніж дорослі особини.

## Розповсюдження
Мешкає в околицях Сан-Луїса у штаті Маран'ян, Порту-Алегрі в штаті Ріу-Гранді-ду-Сул (Бразилія), а також в Уругваї та північній Аргентині вздовж русла річки Парани.

## Підвиди
- Trachemys dorbigni dorbigni
- Trachemys dorbigni brasiliensis